# Xie Yu
Xie Yu (chinês tradicional: 謝瑜, chinês simplificado: 谢瑜; Guizhou, 12 de junho de 2000) é um atirador esportivo chinês.

## Carreira
Xie Yu recebeu treinamento de tiro na Bijie Sports School em 2015. Em 2018, ele participou do Campeonato Asiático de Tiro e conquistou a medalha de prata por equipe mista de pistola de ar 10 metros masculina e a medalha de prata por equipe. Em seguida, ele conquistou o terceiro lugar na equipe masculina de pistola de ar 50 metros no Campeonato Mundial de Tiro de 2018 na Coreia do Sul. Conquistou a medalha de prata no tiro com pistola de ar 10 metros masculino no Campeonato Nacional de Tiro 2021, e conquistou a medalha de bronze no tiro coletivo misto com pistola de ar 10 metros nos 14º Jogos Nacionais de 2022. Na competição de tiro dos Jogos Asiáticos de 2022, ele e seus companheiros conquistaram a medalha de prata por equipe masculina de pistola de ar 10 metros. No Campeonato Mundial de Tiro de 2023 em Baku, ele venceu o campeonato masculino de tiro lento de pistola de ar 50 metros e o campeonato por equipes, e o campeonato por equipes de pistola de ar 10 metros.
Nos Jogos Olímpicos de Verão de 2024, em Paris, conquistou a medalha de ouro na prova de pistola de ar 10 m masculino.